# Skoki do wody na Letniej Uniwersjadzie 2007

## Trampolina 1 m – mężczyźni indywidualnie
| Lp. | Zawodnik       | Medal |
| --- | -------------- | ----- |
| 1   | Zhang Xinhua   |       |
| 2   | Luo Yutong     |       |
| 3   | Jurij Szliakow |       |

## Trampolina 3 m – mężczyźni indywidualnie
| Lp. | Zawodnik              | Medal |
| --- | --------------------- | ----- |
| 1   | Peng Bo               |       |
| 2   | Luo Yutong            |       |
| 3   | Roumel Aghued Pacheco |       |

## Trampolina 3 m – skoki synchronizacyjne mężczyzn
| Lp. | Państwo | Medal |
| --- | ------- | ----- |
| 1   | Chiny   |       |
| 2   | Rosja   |       |
| 3   | Ukraina |       |

## Platforma 10 m – mężczyźni indywidualnie
| Lp. | Zawodnik     | Medal |
| --- | ------------ | ----- |
| 1   | Hu Jia       |       |
| 2   | Wang Liang   |       |
| 3   | Oleg Wikułow |       |

## Platforma 10 m – skoki synchronizacyjne mężczyzn
| Lp. | Państwo        | Medal |
| --- | -------------- | ----- |
| 1   | Rosja          |       |
| 2   | Chiny          |       |
| 3   | Korea Północna |       |

## Skoki drużynowe mężczyzn
| Lp. | Państwo | Medal |
| --- | ------- | ----- |
| 1   | Chiny   |       |
| 2   | Rosja   |       |
| 3   | Ukraina |       |

## Trampolina 1 m – indywidualnie kobiet
| Lp. | Zawodniczka        | Medal |
| --- | ------------------ | ----- |
| 1   | Maria Wołoszczenko |       |
| 2   | Noemi Batki        |       |
| 3   | Marry Yarrison     |       |

## Trampolina 3 m – indywidualnie kobiet
| Lp. | Zawodniczka             | Medal |
| --- | ----------------------- | ----- |
| 1   | Li Ting                 |       |
| 2   | Christina Loukas        |       |
| 3   | Paola Milagros Espinosa |       |

## Trampolina 3 m – skoki synchronizacyjne kobiet
| Lp. | Państwo           | Medal |
| --- | ----------------- | ----- |
| 1   | Meksyk            |       |
| 2   | Chiny             |       |
| 3   | Stany Zjednoczone |       |

## Platforma 10 m – indywidualnie kobiet
| Lp. | Zawodniczka             | Medal |
| --- | ----------------------- | ----- |
| 1   | Lao Lishi               |       |
| 2   | Paola Milagros Espinosa |       |
| 3   | Mai Nakagawa            |       |

## Platforma 10 m – skoki synchronizacyjne kobiet
| Lp. | Państwo        | Medal |
| --- | -------------- | ----- |
| 1   | Meksyk         |       |
| 2   | Korea Północna |       |
| 3   | Japonia        |       |

## Skoki drużynowe kobiet
| Lp. | Państwo           | Medal |
| --- | ----------------- | ----- |
| 1   | Meksyk            |       |
| 2   | Chiny             |       |
| 3   | Stany Zjednoczone |       |